# Simone Stelzer

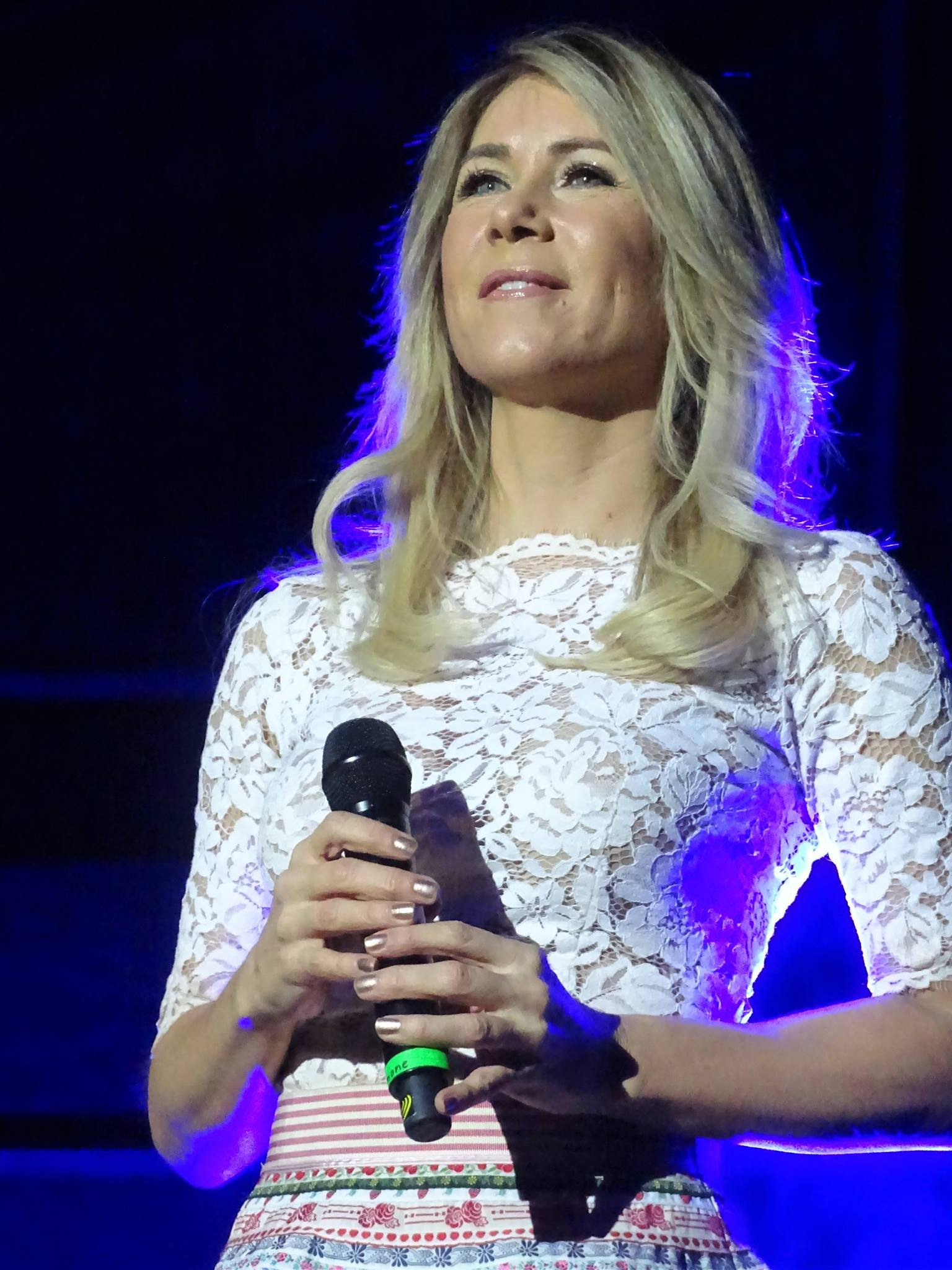
Simone Stelzer

Simone Stelzer (Wenen, 1 oktober 1969) is een Oostenrijkse zangeres en actrice.
Na haar geboorte in Wenen verhuisde ze naar Herzogenburg.
Ze vertegenwoordigde Oostenrijk op het Eurovisiesongfestival 1990 in Zagreb met het lied Keine Mauern mehr waarmee ze tiende werd. Dit was een springplank voor haar carrière als schlagerzangeres en actrice. Ze speelde in verschillende series en films mee.
Ze waagde opnieuw haar kans in de Oostenrijkse preselecties voor het songfestival in 1994 maar werd toen vierde.
In 2000 won zij haar eerste Amadeus Award in de categorie Schlager.
In 2006 nam ze deel aan de Oostenrijkse versie van Sterren op de dansvloer en werd vijfde met haar danspartner.
In 2013 heeft Simone samen met Charly Brunner een duet gevormd en hebben zij inmiddels 3 albums gemaakt onder hun gezamenlijke naam Simone & Charly Brunner; "Das kleine große Leben", "Alles geht!" en "Wahre Liebe"

## Discografie
Albums
- 1990 - Feuer im Vulkan
- 1994 - Gute Reise (bon voyage)
- 1996 - Ich liebe Dich
- 1998 - Aus Liebe
- 2000 - Träume
- 2001 - Solang wir lieben
- 2001 - Best of
- 2002 - Ich träume in Farbe
- 2003 - Ganz nah
- 2005 - Schwerelos
- 2006 - Das Beste und mehr
- 2009 - Meine größten Erfolge & schönsten Balladen
- 2009 - Morgenrot
- 2010 - Mondblind
- 2012 - Pur
- 2013 - Das kleine große leben (duet met Charly Brunner)
- 2015 - Alles Geht! (duet met Charly Brunner)
- 2015 - 25 Jahre - die ultimative best of

Singles
- 1994 - Wahre liebe
- 1994 - Josie
- 1996 - Heute Nacht
- 1998 - Ich lieb dich oder nicht
- 1998 - Nimm mich einfach in den Arm
- 1998 - denn es war ihr Lachen
- 2000 - Verlier mein Herz nicht wenn du gehst
- 2000 - Ich muß dich wiedersehn
- 2000 - Es ist einfach fortzugehn
- 2000 - So lang wir Lieben
- 2003 - Viel zu oft
- 2005 - Nachts geht die Sehnsucht durch die Stadt
- 2005 - Die Nacht vor dir
- 2006 - Du bist wie ein Stern
- 2006 - Schwerelos
- 2007 - Alles durch die Liebe
- 2008 - Ich hätt ja gesagt
- 2008 - 1000 Mal geträumt
- 2009 - Morgenrot
- 2009 - Jeronimo Blue
- 2010 - Halt mich ein letztes mal
- 2010 - Sehnsucht kommt nicht von Ungefähr
- 2010 - Wieviel Tränen bleiben ungeweint
- 2011 - Inferno
- 2011 - Mondblind
- 2011 - Ich möcht' niemals deine Tränen sehn
- 2012 - Heisskalter Engel
- 2012 - Wenn die Eiszeit beginnt
- 2012 - Wenn du gehst
- 2013 - Das kleine große Leben (duet met Charly Brunner)
- 2013 - Komm wach auf und tanz mit mir (duet met Charly Brunner)
- 2014 - Liebe ist Liebe (duet met Charly Brunner)
- 2014 - Das Lied von Lucy Jordan (duet met Charly Brunner)
- 2014 - Warm ums Herz (duet met Charly Brunner)
- 2015 - Buongiorno Amore (duet met Charly Brunner)
- 2015 - Arche Noah (duet met Charly Brunner)
- 2016 - Woher weiß ich das es Liebe ist (duet met Charly Brunner)
- 2016 - Das kann uns keiner nehmen (duet met Charly Brunner)
- 2016 - Nur für den Moment (duet met Charly Brunner)
- 2019 - Leichtes Spiel
- 2021 - So schön GAGA
- 2022 - Das ist Liebe
- 2023 - Herzenergie

## Weblinks
- Simone op Discogs
- Simone op IMDb
- Brunner & Stelzer

1957: Bob Martin · 
1958: Liane Augustin · 
1959: Ferry Graf · 
1960: Harry Winter · 
1961: Jimmy Makulis · 
1962: Eleonore Schwarz · 
1963: Carmela Corren · 
1964: Udo Jürgens · 
1965: Udo Jürgens · 
1966: Udo Jürgens · 
1967: Peter Horton · 
1968: Karel Gott · 
1971: Marianne Mendt · 
1972: Milestones · 
1976: Waterloo & Robinson · 
1977: Schmetterlinge · 
1978: Springtime · 
1979: Christina Simon · 
1980: Blue Danube · 
1981: Marty Brem · 
1982: Mess · 
1983: Westend · 
1984: Anita · 
1985: Gary Lux · 
1986: Timna Brauer · 
1987: Gary Lux · 
1988: Wilfried · 
1989: Thomas Forstner · 
1990: Simone · 
1991: Thomas Forstner · 
1992: Tony Wegas · 
1993: Tony Wegas · 
1994: Petra Frey · 
1995: Stella Jones · 
1996: George Nussbaumer · 
1997: Bettina Soriat · 
1999: Bobbie Singer · 
2000: The Rounder Girls · 
2002: Manuel Ortega · 
2003: Alf Poier · 
2004: Tie Break · 
2005: Global Kryner · 
2007: Eric Papilaya · 
2011: Nadine Beiler · 
2012: Trackshittaz · 
2013: Natália Kelly · 
2014: Conchita Wurst · 
2015: The Makemakes · 
2016: Zoë · 
2017: Nathan Trent · 
2018: Cesár Sampson · 
2019: PÆNDA · 
2021: Vincent Bueno · 
2022: LUM!X feat. Pia Maria · 
2023: Teya & Salena · 
2024: Kaleen · 
2025: JJ
- Gemeinsame Normdatei: 143479369
- International Standard Name Identifier: 0000 0001 2957 8592
- MusicBrainz: c09161c9-3281-4793-b3df-65ac760cd1a6
- Virtual International Authority File: 167550009
- WorldCat: E39PBJg8Brxj8mdRDdvbdvD8YP